# Celerina heffernani
Celerina heffernani är en sjöstjärneart som först beskrevs av Livingstone 1936.  Celerina heffernani ingår i släktet Celerina och familjen Ophidiasteridae. Inga underarter finns listade i Catalogue of Life.